# Porta de Armas

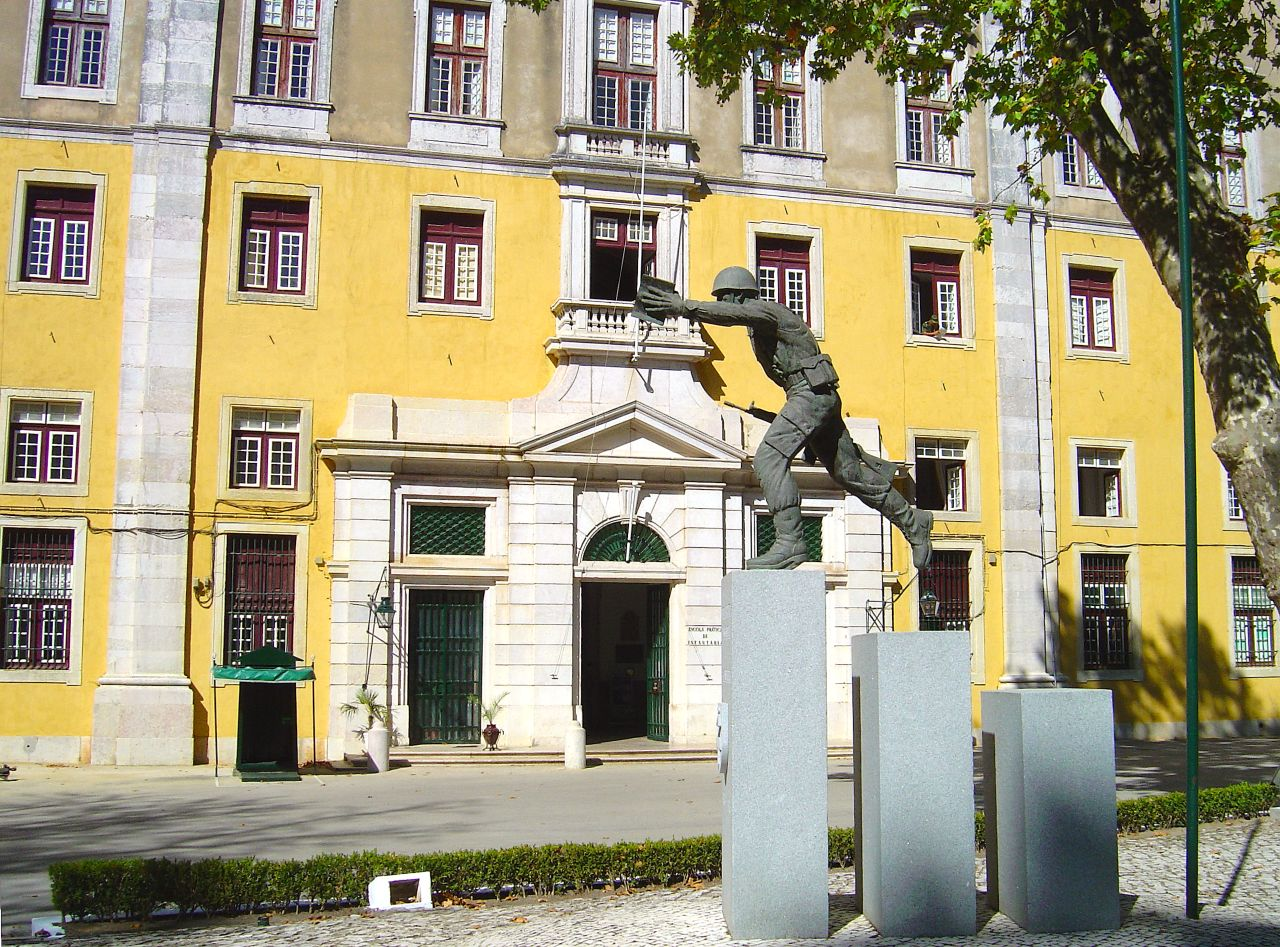
Porta de armas da Escola das Armas, em Mafra.

A Porta de armas (ou Porta d'Armas) é a entrada principal de um aquartelamento militar.
Na maioria dos casos, está permanentemente guarnecida de sentinelas, que asseguram o controlo de acessos.